# Artisanat et arts populaires dans l'État de Guerrero

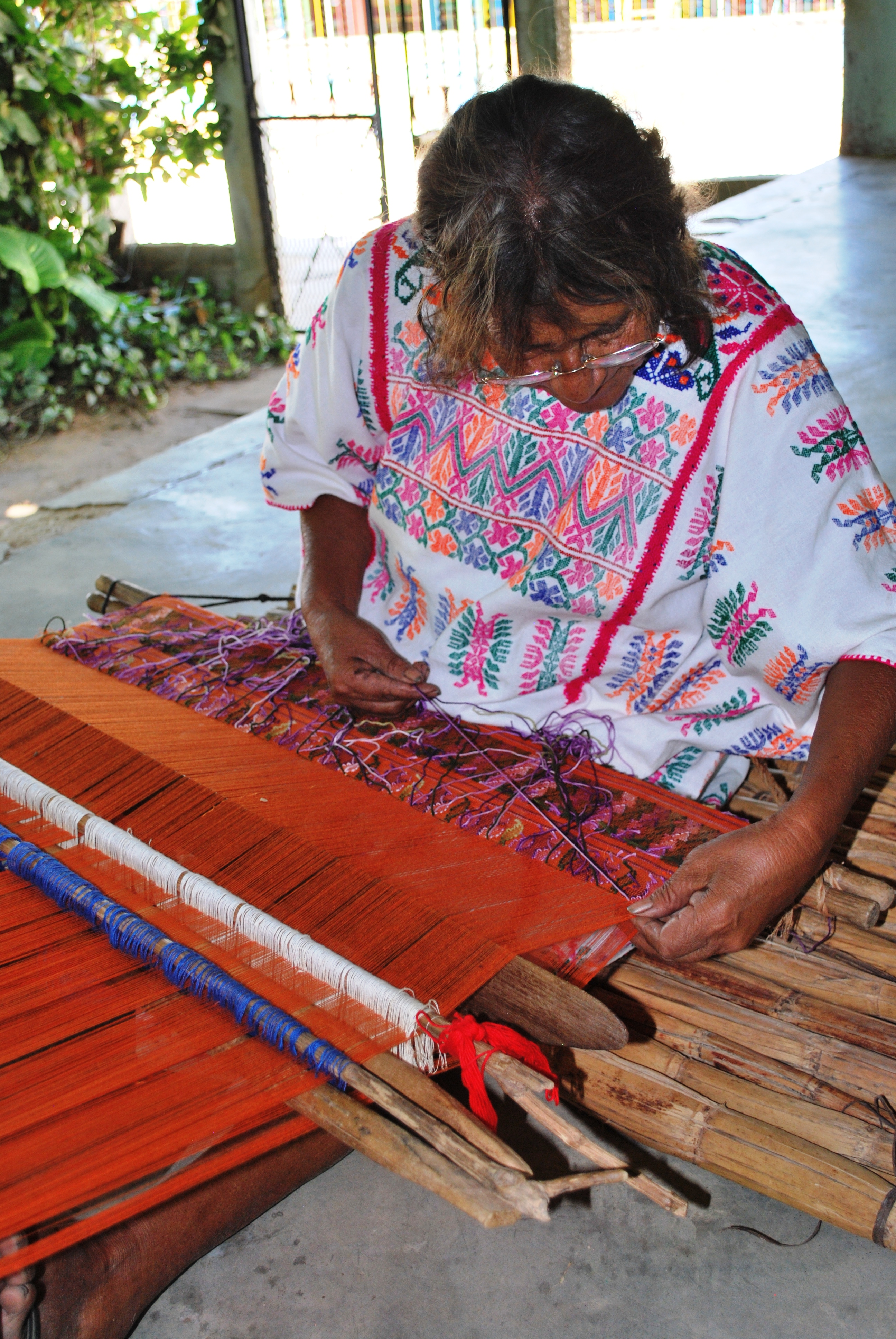
Tisserand d'Amuzgo travaillant sur un métier à tisser à Xochistlahuaca.

L'artisanat et les arts populaires dans l'État de Guerrero comprend un certain nombre de produits qui sont pour la plupart fabriqués par les communautés indigènes de cet état mexicain. Certaines, comme la poterie et la vannerie, sont restés relativement intactes depuis la période préhispanique, tandis que d'autres ont subi des changements importants dans la technique et la conception depuis la période coloniale. Aujourd'hui, une grande partie de la production est vendue dans les principaux centres touristiques de l'État, Acapulco, Zihuatanejo et Taxco, ce qui influence l'évolution moderne de l'artisanat. Les traditions artisanales les plus importantes sont la peinture à l'écorce d'amate, la laque d'Olinalá et des communautés voisines et l'orfèvrerie de Taxco.

## Histoire

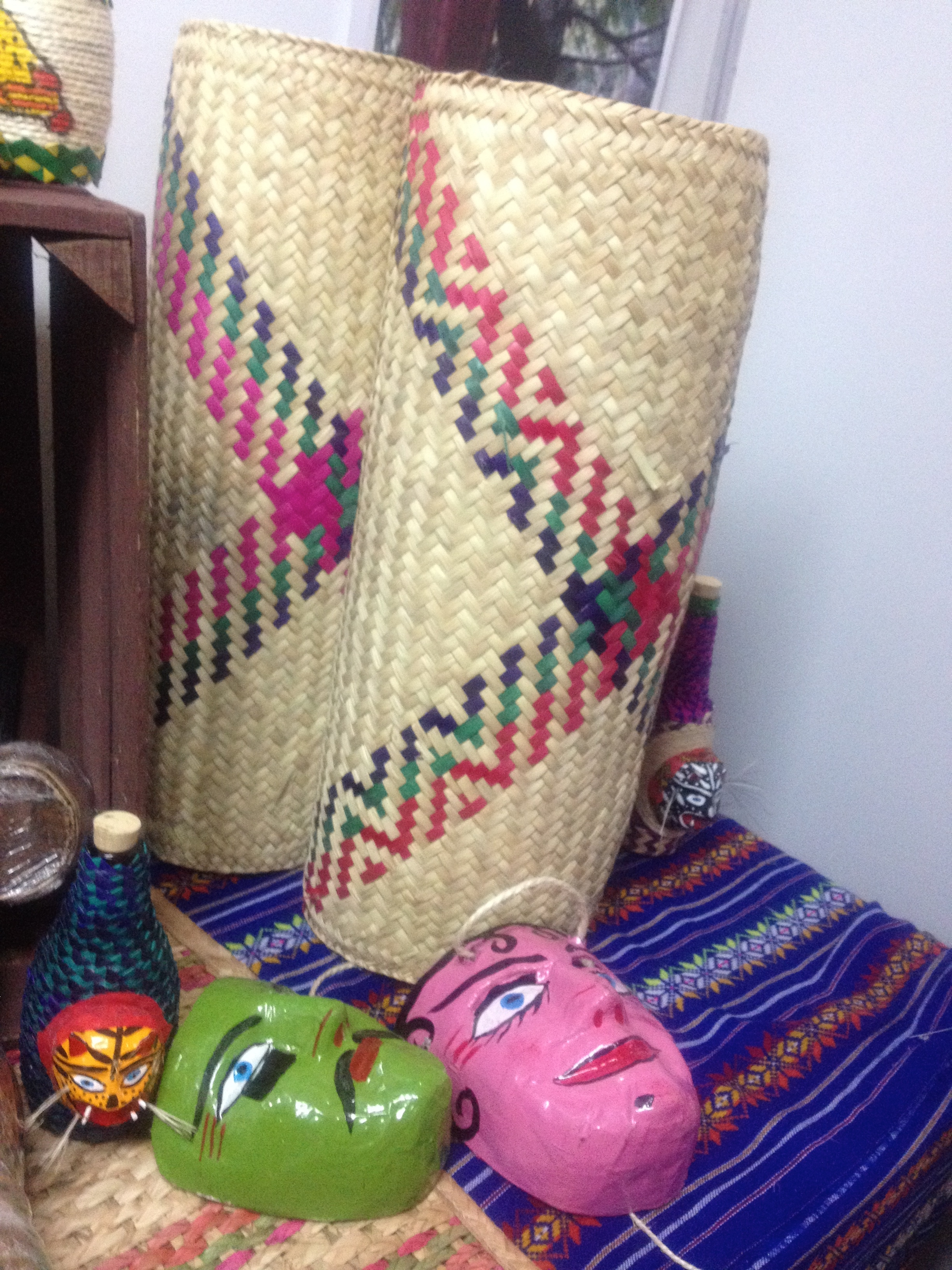
Petates de l'état en vente dans une foire à Mexico.

Les preuves de la production artistique et artisanale dans l'État datent d'environ 300 ans avant Jésus-Christ, la plus ancienne d'entre elles montrant l'influence olmèque. Au VIIe siècle, le peuple mezcala s'établit dans la région, introduisant la sculpture sur pierre et la céramique, d'héritage teotihuacan. Les Aztèques ont conquis une grande partie de la région, certaines productions artisanales devenant des objets d'hommage importants, par exemple, l'or travaillé en pièces pour la noblesse et les prêtres. Après la conquête espagnole de l'Empire aztèque, des techniques, des dessins et des matériaux européens ont été introduits, ce qui a radicalement changé la façon de fabriquer un certain nombre de produits, et certains produits indigènes ont complètement disparu,.
Une grande partie de l'artisanat de l'époque coloniale, comme la fabrication de feuilles de palmier, de métal et de paniers, se perpétue encore aujourd'hui, porté dans une large mesure par le tourisme. En 1988, l'État a créé une agence pour préserver et préserver la culture de l'État de Guerrero, y compris son artisanat.

## Contexte
L'artisanat de l'Etat reflète sa situation socio-économique. La tradition artisanale est importante non seulement sur le plan culturel, mais aussi parce qu'elle fournit une grande partie des revenus de l'État, en particulier dans les petites communautés autochtones isolées, qui en dépendent pour la plupart ou la totalité de leurs revenus,. C'est pour cette raison que l'artisanat du Guerrero est fortement autochtone, bien que l'influence européenne et même asiatique se manifeste dans son esthétique et ses techniques.
La production artisanale moderne au cours des dernières décennies a été fortement influencée par les ventes dans les trois principaux centres touristiques de l'État, Acapulco, Zihuatanejo et Taxco. Le principal marché artisanal de l'État est Acapulco, tant pour les produits fabriqués au Guerrero que dans d'autres parties du pays. Bien qu'il existe des endroits où l'on vend des produits de haute qualité, la plupart sont de qualité inférieure, surtout ceux qui sont faits de coquillages. En raison du mélange d'influences culturelles, passées et présentes, certains métiers, comme la poterie, présentent une grande variété de styles et de motifs décoratifs.

## Types d'artisanat

### Peinture
L'un des métiers les plus connus de l'État est la peinture d'images sur papier d'amate (écorce), réalisée dans les communautés Nahua telles que Ameyaltepec, Maxela, Xalitla et San Agustin de las Flores,,. L'une des raisons de sa proéminence est qu'il est très populaire auprès des touristes. Il est populaire auprès des artisans aussi, étant donné que les peintures rapportent un revenu plus élevé que la poterie.
Bien que plus colorées, les peintures sont basées sur les dessins sépia de certaines poteries traditionnelles, qui à leur tour ont des racines dans les codex préhispaniques. Cependant, puisqu'il s'agit d'un nouveau métier, il évolue encore Initialement, les motifs étaient d'animaux et de plantes, mais ensuite des figures humaines ont commencé à apparaître, placées dans des scènes et des paysages. Le papier d'amate n'est pas fabriqué dans l'État de Guerrero, mais plutôt dans l'État de Puebla, en particulier à San Pablito dans la région de la Sierra Norte (en).
Les peintures sont devenues une caractéristique de la tradition artisanale de l'État. Des peintres ont été chargés de créer des peintures murales au Mexique et à l'étranger, et un certain nombre d'entre eux ont réalisé des toiles, mais la plupart sont encore vendues sur les marchés touristiques,,.

### Laque

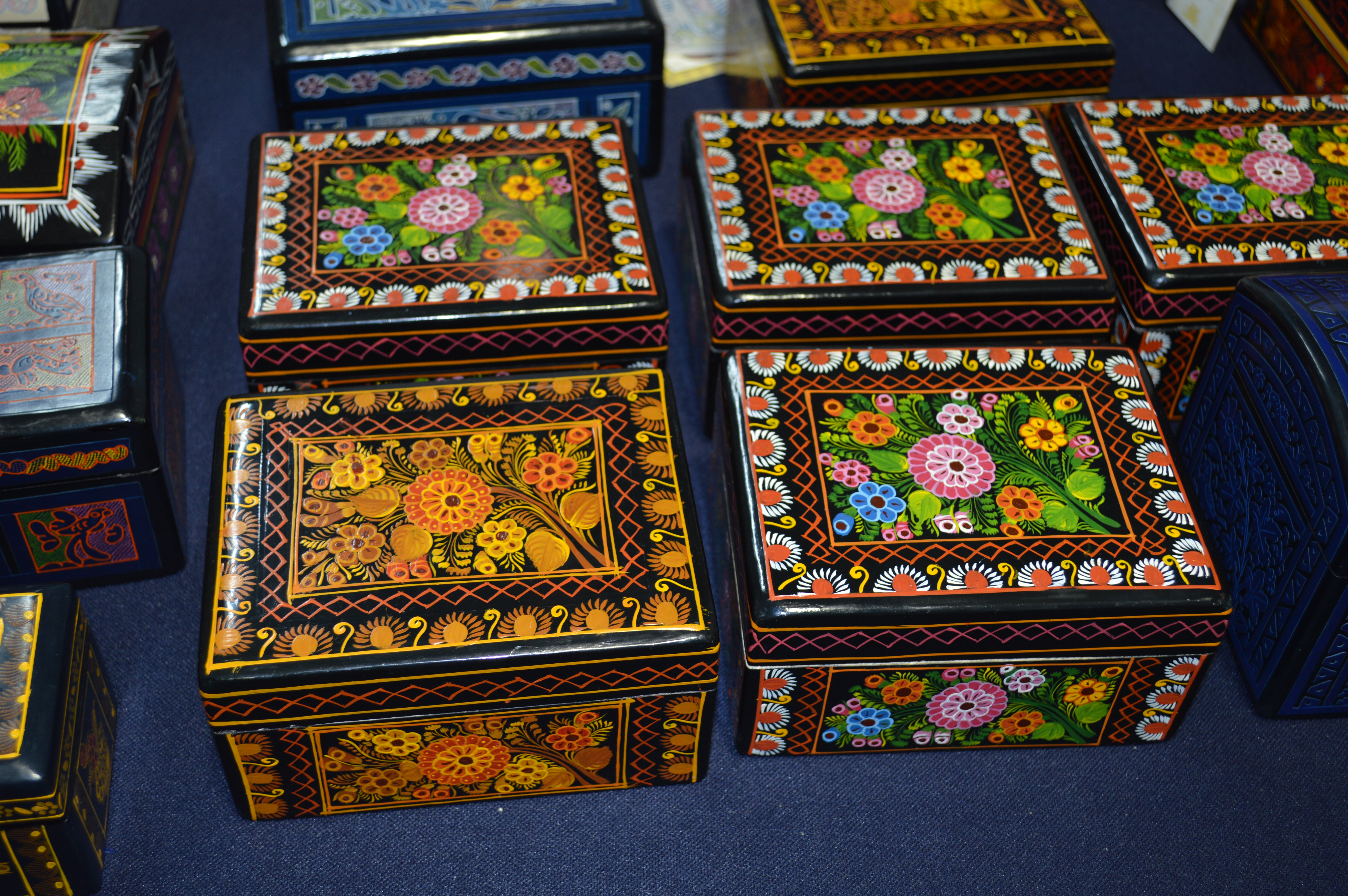
Boîtes laquées d'Olinalá.

Un autre produit important est la laque, qui fait partie d'une tradition artisanale mésoaméricaine plus large. La plus grande partie est produite à Olinalá, mais il y a aussi une production à Acapetlahuaya et Temalscacingo. Le travail de la laque remonte à l'époque préhispanique, lorsqu'elle était utilisée pour la conservation et la décoration d'objets en bois, de courges et autres. Il reste en grande partie intact, avec des changements seulement dans les motifs décoratifs à travers la période coloniale jusqu'à l'époque moderne. Jusqu'à récemment, la plupart des articles en bois étaient fabriqués à partir d'une essence parfumée appelée linaloe, mais la surexploitation l'a rendu rare et coûteux.
Historiquement, on utilisait à la fois de l'huile de graines de chia et une substance cireuse provenant d'une larve d'insecte, mais aujourd'hui, seule l'huile de graines de chia est utilisée, mélangée avec des pigments minéraux ou végétaux. La plupart des laques du Guerrero se distinguent par l'utilisation de la technique de la rayure pour la décoration, bien que des pièces avec incrustations ou motifs peints soient également réalisées. La technique du rayado tire ses origines de pièces asiatiques apportées par le Galion de Manille, mais l'incarnation actuelle est devenue populaire au XXe siècle. La technique consiste en deux ou plusieurs couches de laque de couleurs différentes. Lorsque la nouvelle couche est ajoutée sur l'ancienne, elle est grattée à l'aide d'un outil tel qu'une plume d'oie avant d'être séchée pour exposer la couleur du dessous par endroits ce qui fait que les dessins semblent en relief. La couleur est généralement sur une base de rouge, blanc ou noir. Parmi les objets laqués aujourd'hui, on trouve des boîtes, des coffres et des gourdes.

### Argent et autres métaux

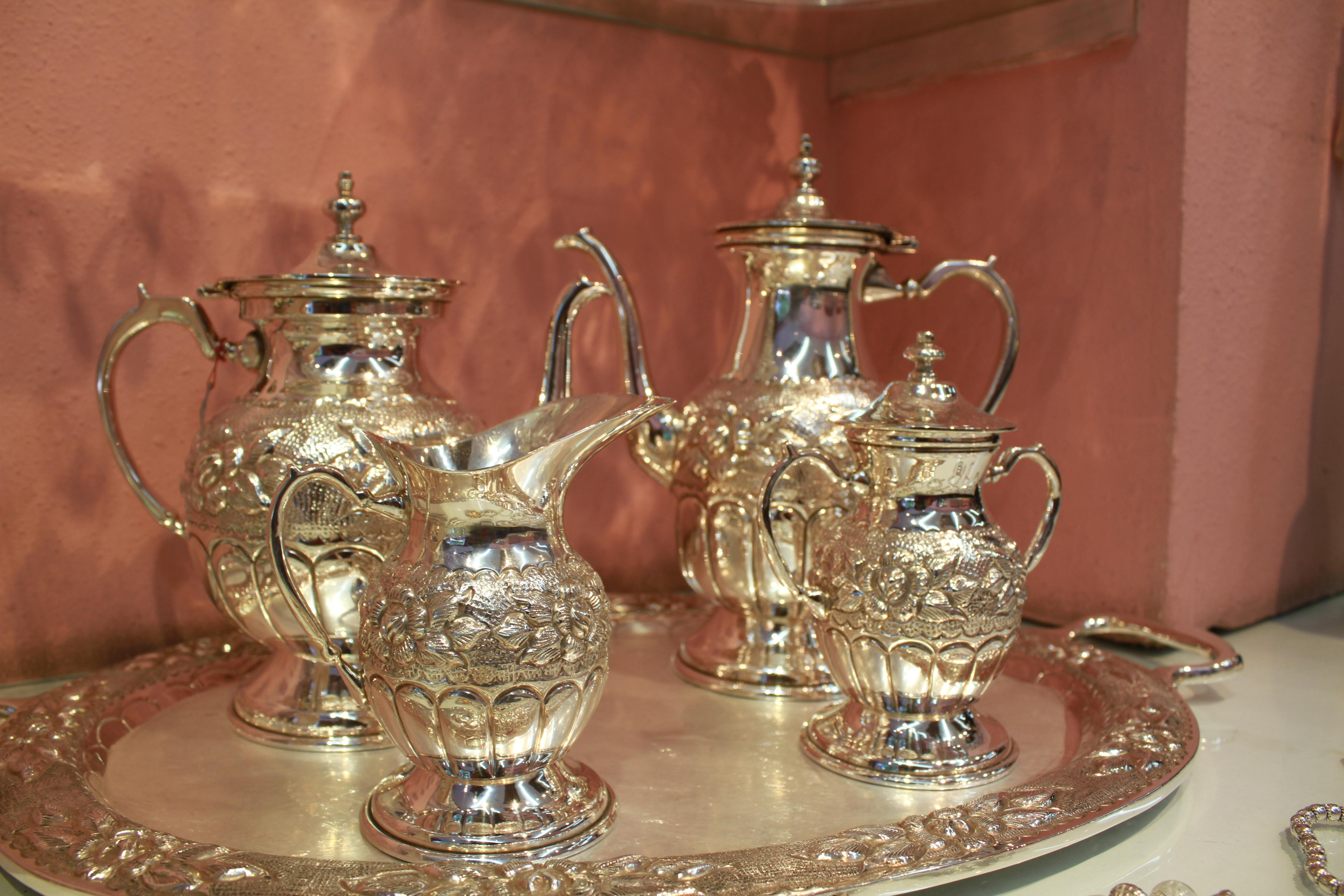
Service en argent à Taxco.

Le travail de l'argent et de l'or date de la période préhispanique, lorsque ces métaux, en particulier l'or, étaient un élément important de l'hommage. Les métaux étaient transformés en objets cérémoniels et décoratifs réservés à la noblesse et aux prêtres.
Aujourd'hui, le travail le plus connu de ce type est celui des objets en argent, en particulier des bijoux, produits dans la ville de montagne de Taxco, à environ trois heures de la ville de Mexico,. Pendant la période coloniale, la région était riche en argent, rendant un homme, José de la Borda, particulièrement riche. Cependant, les mines ont fini par s'assécher et le travail de ce métal a été réduit à un vieil orfèvre en 1931, lorsque l'Américain William Spratling (en) est arrivé. Croyant que la fabrication artisanale de l'argent devrait se faire là où le métal a une histoire, Spratling a convaincu deux jeunes orfèvres d'Iguala de déménager à Taxco pour l'aider à ouvrir un magasin. Il croyait aussi que le rôle des designers était d'utiliser et d'honorer le matériau, ce qui était un nouvel idéal pour les artisans de l'époque. L'atelier de Spratling n'a pas seulement été un succès, il a attiré des apprentis qui ont ensuite ouvert leurs propres ateliers, y compris Antonio Castillo et Antonio Pineda, artisans renommés. Ces nouvelles générations d'orfèvres ont également sauvé une technique oubliée de combinaison de différents métaux, d'origine préhispanique, appelée « métaux mariés ».
L'artisanat reste important à Taxco, porté par le statut d'attraction touristique de la ville, ainsi que par la Foire nationale de l'argent (es) (Feria Nacional de la Plata) et la compétition dans la dernière semaine de novembre. La majeure partie de la production de la ville est vendue aux touristes et est exportée hors du Mexique. Le prix de l'argent a été un défi pour l'industrie de l'argent, ce qui peut être prohibitif pour les petits magasins familiaux,.
L'or est travaillé dans plusieurs endroits tels que Iguala, Ciudad Altamirano, Cocuya de Catalan et Arcelia Ometepec, généralement façonné dans des modèles traditionnels de la période coloniale. Le type d'or le plus couramment utilisé est le « Huetamo », qui se décline en plusieurs nuances,,.
Le travail du fer et de l'acier se fait dans des endroits comme Ayutla de los Libres, Tixtla de Guerrero, Chilapa de Álvarez et Cualac, qui sont particulièrement connus pour leurs machettes. Les objets en étain sont fabriqués à Tlacotepec, Tlalchapa et Cuetzala del Progreso,.

### Vannerie
Au début de la période coloniale, le frère Juan Bautista de Moya a encouragé l'exploitation des palmiers à feuilles de palmier dans l'État. Aujourd'hui, c'est l'un des métiers les plus répandus et les plus variés de l'État, en partie parce que la matière première est abondante. Les feuilles sont transformées en objets traditionnellement utilisés par les paysans, tels que des sacs de différents types, des éventails, des petates et surtout des sombreros. La plus connue d'entre elles est le style Tlapehuala, du nom d'une des villes qui les fabriquent, à la fois dans une variété régulière et fine. Cependant, certains de ces produits sont également vendus aux touristes, notamment les sacs de transport, les sombreros et les petits animaux ou figurines humaines,.
Une grande partie de la matière première provient des régions montagneuses de communautés comme Atlixtac, Zapotitlán Tablas, Ahuacoutzingo et Copanatoyac. Cependant, tous les centres de tissage de palmiers ne sont pas les endroits où les palmiers poussent. Chilapa de Álvarez et Zitlala sont également connus pour leurs produits,. Tlapehuala est connu pour le sombrero qui porte son nom et qui est également produit à Chilapa, Zitlala, Zapotitlán Tablas, Tlapa de Comonfort et Copanatoyac.
En plus des feuilles de palmier, des roseaux sont travaillés dans plusieurs parties de l'État pour fabriquer des paniers, des jouets, des toitures de maisons, des cages à oiseaux et plus encore. Les enveloppes de maïs sont utilisées pour fabriquer des objets décoratifs, comme des fleurs artificielles, ainsi que des jouets.

### Poterie

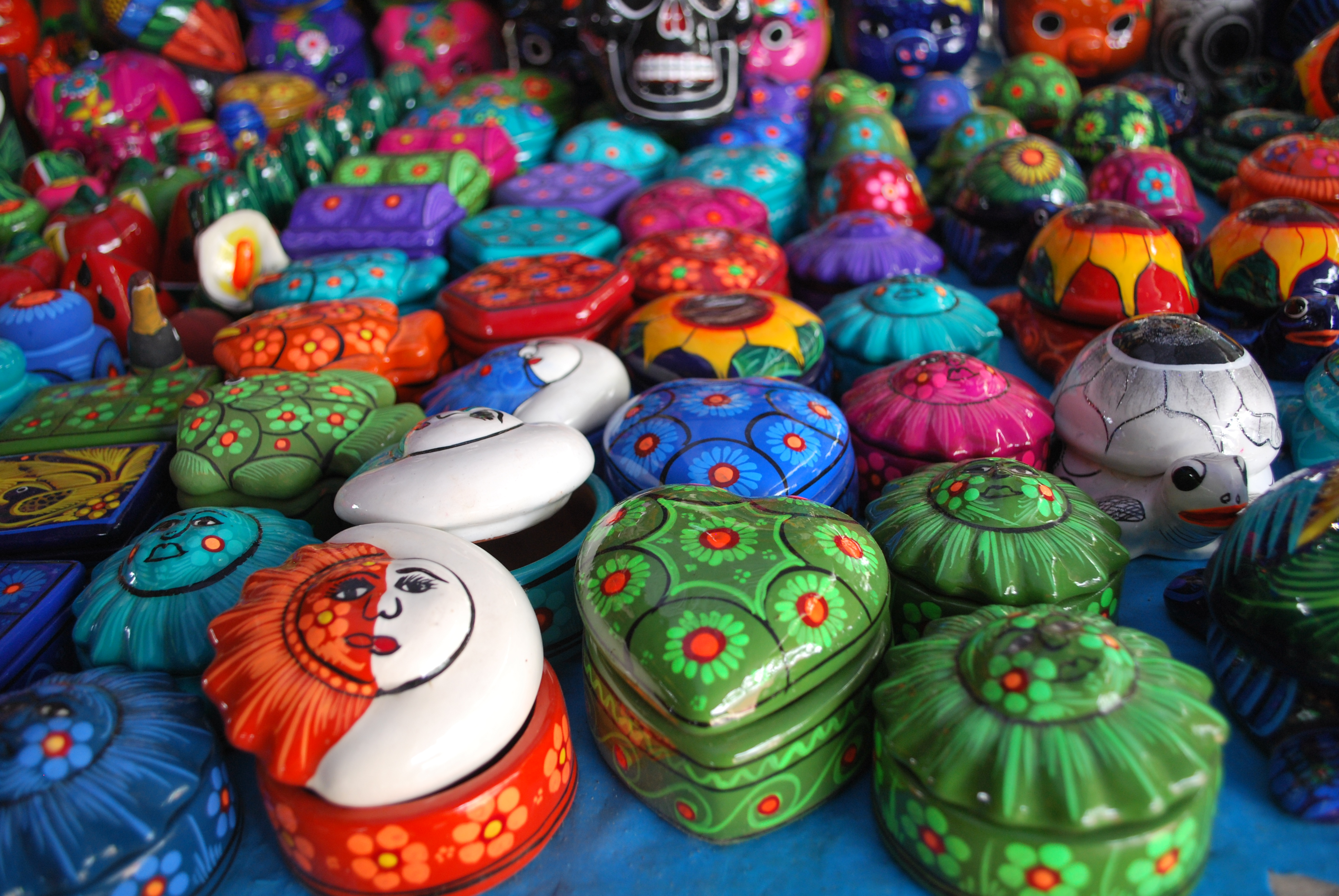
Pièces de poterie à vendre à un stand en bordure de route sur l'autoroute entre Mexico et Acapulco.

La création de la poterie est l'un des plus anciens métiers de l'État et l'un des plus largement pratiqués. Beaucoup sont des objets utilitaires comme des fontaines d'eau, des ustensiles, des assiettes, des bols, des bougeoirs, mais aussi des objets décoratifs comme des figurines animales et humaines. Des objets religieux tels que des crèches sont également fabriqués,.
Les techniques de poterie sont encore pour la plupart indigènes, y compris la pratique qui continue de mélanger la fibre de coton dans l'argile pour la rendre plus forte,. Le meilleur travail vient de la région centrale, en particulier les villes de Zacoalpan, Nuitzalpa, Atzacualoya, Tixtla, Zumpando de Neri et Huitzuco. Souvent, les pièces sont peintes en couleurs. Les communautés de poterie ont tendance à se spécialiser. Par exemple, le quartier San Juan de Chilapa est spécialisé dans les motifs géographiques sur céramique émaillée, et la ville d'Acatlan dans les jouets et les figurines. Les potiers d'Ometepec se distinguent par la création de récipients de stockage de cantaro non vernis décorés de lignes blanches et de motifs floraux,. La plupart des poteries sont des articles à feu bas, ce qui est traditionnel, mais le fait d'approvisionner les marchés touristiques et internationaux a exercé des pressions sur les artisans pour qu'ils incorporent des techniques plus modernes. L'une d'entre elles est l'utilisation croissante de l'émail.

### Travail du bois

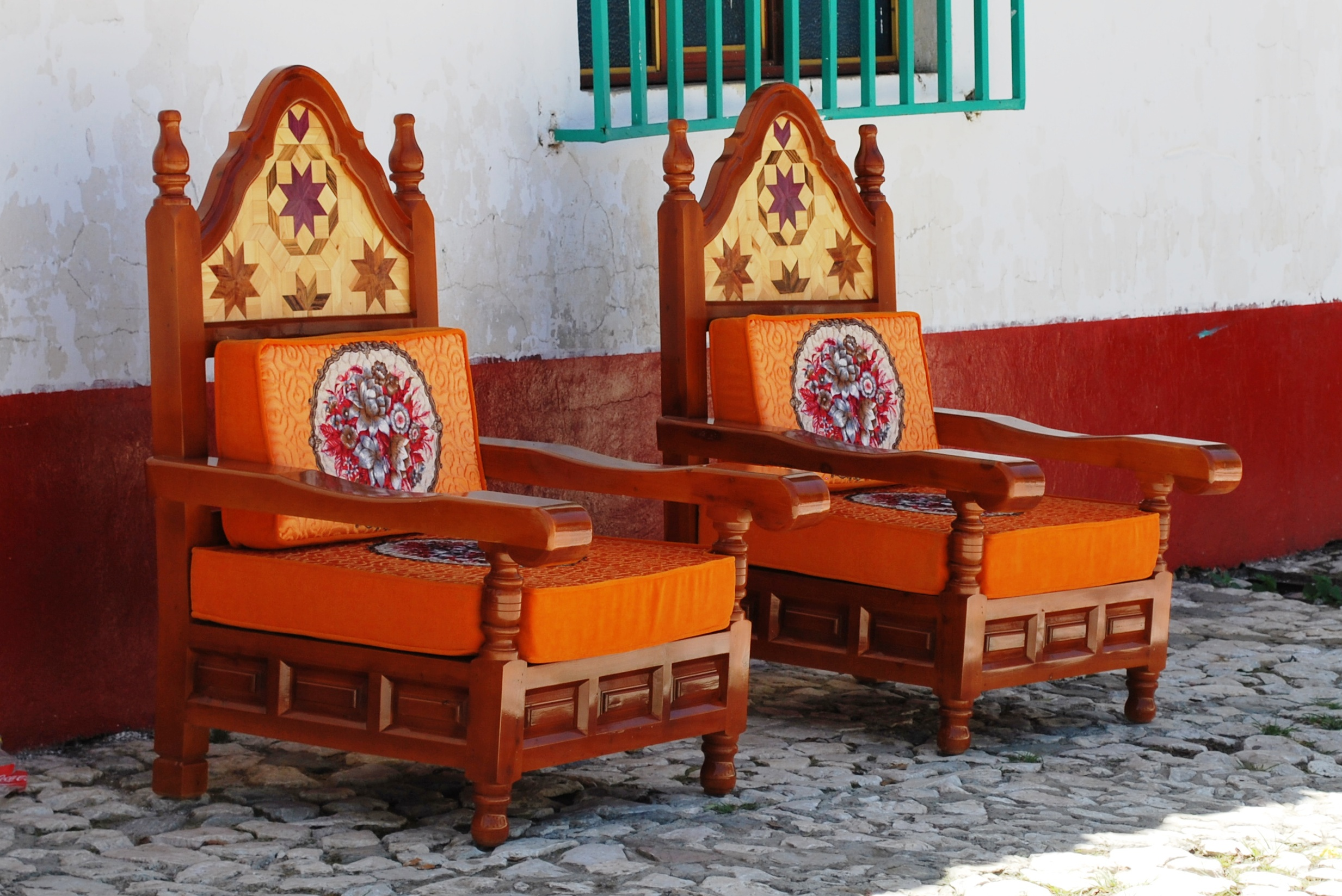
Fauteuils en bois à marquetterie à vendre à Ixcateopan de Cuauhtémoc.

Le bois est utilisé pour fabriquer des meubles, des jouets, des maisons, des bateaux et du papier.
Les meubles d'usage courant sont couramment fabriqués dans tout l'État. Dans certaines régions, des reproductions de meubles coloniaux rustiques sont faites, comme à Taxco et Ixcateopan de Cuauhtémoc. Ces pièces peuvent comprendre des éléments en cuir ou en frange de palmier, ainsi que des pièces fabriquées dans des bois plus fins, comme le cèdre. A Venta Vieja, sur l'autoroute entre Iguala et Chilpancingo, ils fabriquent et vendent des ensembles de salon et de salle à manger, ainsi que des animaux. Parmi les régions qui ont fabriqué des meubles de meilleure qualité en général figurent Chilpancingo, Iguala, Teloloapan et Ciudad Altamirano. A Teloloapan, Chilapa de Álvarez et Ayahualulco fabriquent également des masques et des figurines en bois, avec des lyres et divers instruments de jeu fabriqués à Paraíso et Tetipac,,.
Dans les communautés productrices de laques comme Olinalá, les charpentiers locaux fabriquent les boîtes, les coffres, les bols et autres articles à laquer.

### Textiles

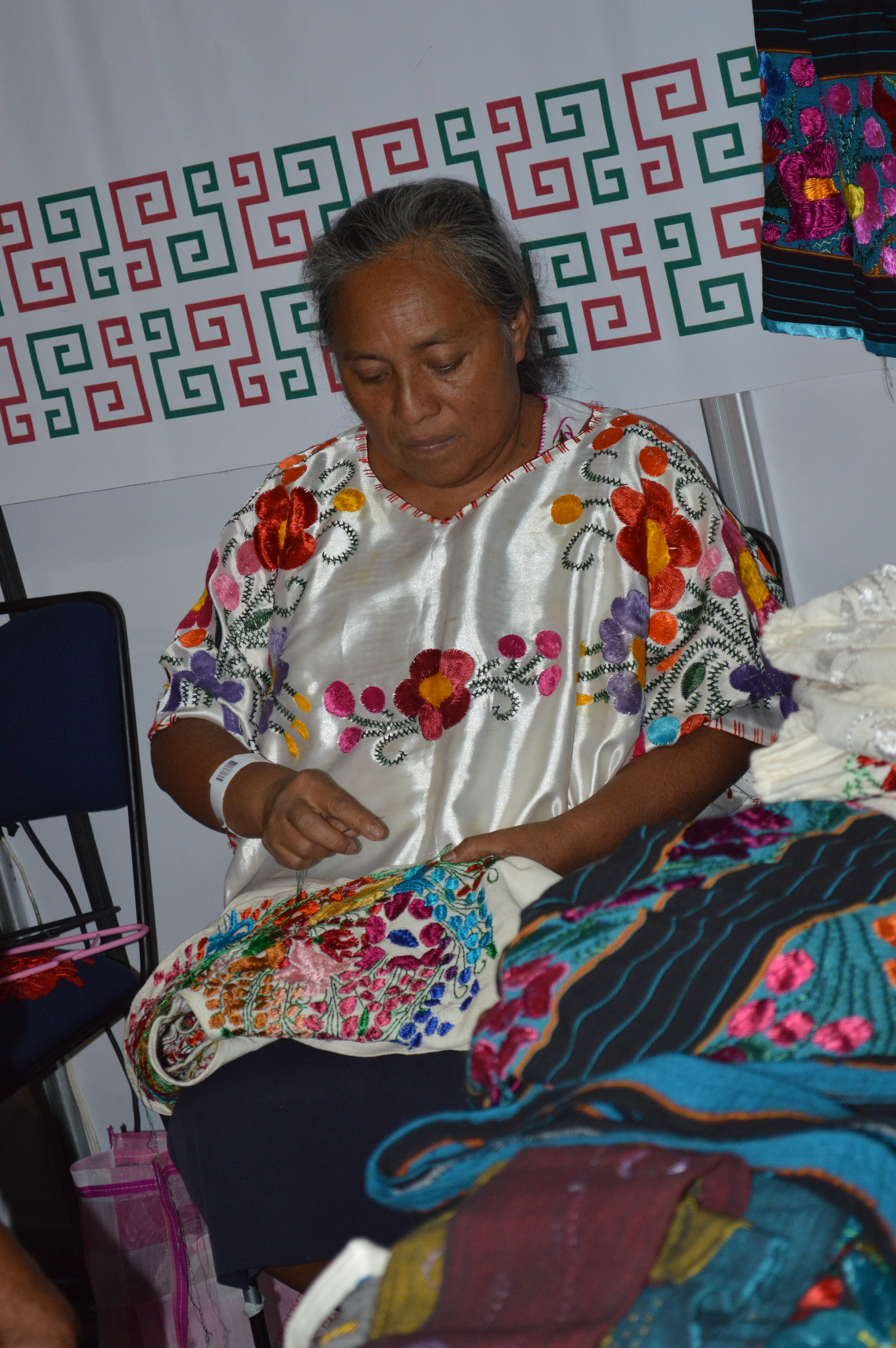
Femme de Chilapa de Álvarez brodant un chemisier.

Les textiles de l'État se distinguent par les traditions de tissage et de broderie de ses peuples autochtones. Le plus distinctif d'entre eux est l'habillement, mais les nappes, les serviettes de table et d'autres articles sont également fabriqués.
Beaucoup de femmes mixtèques, amuzgos (en) et nahuas portent encore des vêtements traditionnels, souvent faits de tissu tissé à la main, avec le produit fini brodé à la main. Les principales communautés pour cette activité sont Tlacoachistlahuaca, Xochistlahuaca, Yoloxochily, Huahuetónoc et Acatlán (municipalité de Chilapa). Les motifs de tissage et les motifs de broderie peuvent être complexes et orner des articles tels que des chemisiers, des chemises, des pantalons et des robes,. Le vêtement le plus caractéristique des vêtements indigènes est le huipil (une sorte de blouse ou de robe ample), qui est produit par plusieurs cultures, telles que la mixtèque, la tlapanèque et l'amuzgo. Les métiers à tisser à dos sont utilisés dans les communautés mixtèque et tlapanèque pour fabriquer des sarapes et des gabanes (une sorte de pardessus) qui sont quelque peu bruts, teints avec des colorants naturels ou commerciaux selon des motifs contrastés. Les meilleurs sarapes sont fabriqués à Amoltepec et les meilleurs gabanes sont ceux à rayures rouges de Malinaltepec. Un autre vêtement distinctif est l'enredo nahuatl (une sorte de ceinture enveloppante), en coton teint en bleu avec trois bandes blanches, sur laquelle sont brodés des motifs floraux, religieux, patriotiques, humains et animaux. La communauté la plus connue pour ce travail est Acatlán,.
À Zitlala et Acatlán, les femmes cousent des robes, chemisiers et jupes traditionnelles, toutes brodées. À Ometepec, ils créent des chemisiers blancs brodés de paillettes, avec des motifs représentant des animaux fantastiques, de la végétation, des motifs géométriques et même des personnages. Les rebozos sont toujours tissés dans l'état mais disparaissent, Chilapa en fait encore.
Un autre article populaire fabriqué pour les touristes est le vêtement, qui, bien que non authentique, contient des éléments de coupe ou de décoration provenant de vêtements indigènes.

### Autres artisanats
Les pierres précieuses et semi-précieuses sont travaillées, souvent avec des motifs préhispaniques dans des lieux tels que Taxco, Chilpancingo, Ixcateopan de Cuauhtémoc et Buenavista de Cuéllar. Différents types de bijoux sont fabriqués à Acatlán et à Chilapa dans des ateliers familiaux. Les broches de différentes couleurs et matières constituent un élément particulier. Différents types de bijoux sont fabriqués avec du fil d'or fin à Ciudad Altamirano.
La maroquinerie se trouve à San Jerónimo de Juárez, Chilpancingo, Tixtla de Guerrero et Quechultenango dans le centre de l'état ; Arcelia et Coyuca de Catalán dans la Tierra Caliente (es) ; et Buena Vista de Cuellar, dont le travail a gagné des concours nationaux. Le travail du cuir dans l'État comprend le bétail, les peaux de porc et de chèvre pour faire des chaussures, vestes, manteaux, sacs, étuis, ceintures, portefeuilles et plus encore,.
Patricio Ocampo Giles de San Martin Pachivia utilise des crânes d'animaux et quelques autres os pour créer un artisanat unique. Utilisant celles d'animaux de la ferme comme le bétail, les moutons et les chèvres comme base, il crée des masques et d'autres images de vieillards, de sorcières, de chamans et autres en recouvrant la base avec de l'argile. Bien qu'il y ait une influence de la période préhispanique, les œuvres sont purement décoratives et non religieuses.
Les zones côtières fabriquent un certain nombre d'objets artisanaux, principalement des souvenirs pour les touristes. Beaucoup d'entre eux sont faits de coquillages, mais avec un art ou une qualité très limitée. Il en va de même pour les articles fabriqués avec des coquilles de noix de coco, en particulier dans la région de la Costa Grande (es). Cependant, il y a un artisan, Gilberto Abarca Galeana, qui a porté ce travail à un niveau supérieur, reconnu pour sa créativité et son savoir-faire, en fabriquant des masques, des bijoux, des porte-tortillas, des cadres, des porte-clés et plus encore. Les hamacs sont fabriqués principalement dans les communautés côtières telles que Pénjamo, entre Acapulco et Zihuatanejo, pour les ventes locales et touristiques.